# Chlotrudis Awards/Beste Filmmusik
Seit 2015 wird bei den Chlotrudis Awards die Beste Filmmusik (Best Use of Music in a Film) ausgezeichnet. Wie die englische Bezeichnung dieser Kategorie schon nahelegt, gilt das Hauptaugenmerk mehr dem gelungenen Einsatz von Musikstücken als den Qualitäten eigens komponierter Scores.

## Preisträger
| Jahr | Film                                                           | Weitere Nominierte |
| ---- | -------------------------------------------------------------- | --- |
| 2015 | Mica Levi für Under the Skin                                   | Rasmus Thord für We Are the Best! Justin Hurwitz für Whiplash Cherilyn MacNeil und The Major Minors für Oh Boy Stephen Rennicks für Frank Stuart Murdoch für God Help the Girl Alexandre Desplat für Grand Budapest Hotel Jim Jarmusch, Carter Logan, Shane Stoneback und Jozef van Wissem für Only Lovers Left Alive |
| 2016 | Matthew Hearon-Smith für Tangerine L.A.                        | Jean-Baptiste de Laubier für Mädchenbande Faris Badwan und Rachel Zeffira für The Duke of Burgundy Matthew Puckett für Boy Meets Girl Atticus Ross für Love & Mercy |
| 2017 | Becky Bentham für Sing Street                                  | Patrick Lemmens und Ruy García für Eisenstein in Guanajuato Lauren Mikus für Green Room Irma de Wind für American Honey Meghan Currier, Randall Poster und Ian Herbert für Everybody Wants Some!! Nicholas Britell für Moonlight                                                                                      |
| 2018 | Robin Urdang für Call Me by Your Name                          | Susan Jacobs und Jen Moss für I, Tonya Barbara Wronska, Zuzanna Wronska und Marcin Macuk für Sirenengesang Daniel Lopatin für Good Time Linda Cohen für Der seidene Faden |
| 2019 | Kategorie ausgesetzt                                           | Kategorie ausgesetzt |
| 2020 | Davíð Þór Jónsson für Gegen den Strom                          | Michael Giacchino für Jojo Rabbit Trent Reznor und Atticus Ross für Waves Keegan DeWitt für Her Smell Emile Mosseri für The Last Black Man in San Francisco |
| 2021 | Zviad Mgebry für Als wir tanzten und Mica Levi für Lovers Rock | Javier Nuño und Joe Rodriguez für I’m No Longer Here Carlos Cabezas für Nobody Knows I’m Here Fabrice Lecomte für Sylvie’s Love |